# Wereldkampioenschap superbike van Jerez 2014
Het wereldkampioenschap superbike van Jerez 2014 was de tiende ronde van het wereldkampioenschap superbike en de negende ronde van het wereldkampioenschap Supersport 2014. De races werden verreden op 7 september 2014 op het Circuito Permanente de Jerez nabij Jerez de la Frontera, Spanje.
Michael van der Mark werd gekroond tot kampioen in de Supersport-klasse met een overwinning in de race, wat genoeg was om zijn laatste concurrenten Jules Cluzel en Florian Marino voor te kunnen blijven.

## Superbike

### Race 1
| Pos | Nr | Rijder               | Constructeur | Rondes | Tijd         | Grid | Punten |
| --- | -- | -------------------- | ------------ | ------ | ------------ | ---- | ------ |
| 1   | 33 | Marco Melandri       | Aprilia      | 20     | 34:20.164    | 4    | 25     |
| 2   | 50 | Sylvain Guintoli     | Aprilia      | 20     | +1.397       | 5    | 20     |
| 3   | 7  | Chaz Davies          | Ducati       | 20     | +4.283       | 7    | 16     |
| 4   | 65 | Jonathan Rea         | Honda        | 20     | +5.705       | 10   | 13     |
| 5   | 1  | Tom Sykes            | Kawasaki     | 20     | +6.979       | 3    | 11     |
| 6   | 58 | Eugene Laverty       | Suzuki       | 20     | +7.342       | 6    | 10     |
| 7   | 91 | Leon Haslam          | Honda        | 20     | +14.868      | 8    | 9      |
| 8   | 24 | Toni Elías           | Aprilia      | 20     | +23.853      | 11   | 8      |
| 9   | 44 | David Salom          | Kawasaki     | 20     | +25.886      | 13   | 7      |
| 10  | 52 | Sylvain Barrier      | BMW          | 20     | +26.536      | 12   | 6      |
| 11  | 21 | Jérémy Guarnoni      | Kawasaki     | 20     | +41.308      | 17   | 5      |
| 12  | 21 | Alessandro Andreozzi | Kawasaki     | 20     | +46.672      | 15   | 4      |
| 13  | 32 | Sheridan Morais      | Kawasaki     | 20     | +48.742      | 16   | 3      |
| 14  | 59 | Niccolò Canepa       | Ducati       | 20     | +50.131      | 14   | 2      |
| 15  | 71 | Claudio Corti        | MV Agusta    | 20     | +1:03.677    | 19   | 1      |
| 16  | 16 | Gábor Rizmayer       | BMW          | 20     | +1:14.881    | 21   |        |
| 17  | 99 | Geoff May            | EBR          | 20     | +1:22.832    | 22   |        |
| 18  | 10 | Imre Tóth            | BMW          | 20     | +1:35.170    | 20   |        |
| DNF | 20 | Aaron Yates          | EBR          | 16     | Ongeluk      | 23   |        |
| DNF | 76 | Loris Baz            | Kawasaki     | 13     | Ongeluk      | 1    |        |
| DNF | 22 | Alex Lowes           | Suzuki       | 13     | Ongeluk      | 9    |        |
| DNF | 34 | Davide Giugliano     | Ducati       | 11     | Ongeluk      | 2    |        |
| DNF | 67 | Bryan Staring        | Kawasaki     | 7      | Ongeluk      | 18   |        |
| DNS | 23 | Luca Scassa          | Kawasaki     | 0      | Niet gestart |      |        |

### Race 2
| Pos | Nr | Rijder               | Constructeur | Rondes | Tijd           | Grid | Punten |
| --- | -- | -------------------- | ------------ | ------ | -------------- | ---- | ------ |
| 1   | 33 | Marco Melandri       | Aprilia      | 20     | 34:25.940      | 4    | 25     |
| 2   | 50 | Sylvain Guintoli     | Aprilia      | 20     | +2.845         | 5    | 20     |
| 3   | 1  | Tom Sykes            | Kawasaki     | 20     | +6.097         | 3    | 16     |
| 4   | 7  | Chaz Davies          | Ducati       | 20     | +7.749         | 7    | 13     |
| 5   | 65 | Jonathan Rea         | Honda        | 20     | +7.935         | 10   | 11     |
| 6   | 58 | Eugene Laverty       | Suzuki       | 20     | +10.510        | 6    | 10     |
| 7   | 76 | Loris Baz            | Kawasaki     | 20     | +16.078        | 1    | 9      |
| 8   | 91 | Leon Haslam          | Honda        | 20     | +16.098        | 8    | 8      |
| 9   | 22 | Alex Lowes           | Suzuki       | 20     | +16.554        | 9    | 7      |
| 10  | 24 | Toni Elías           | Aprilia      | 20     | +25.840        | 11   | 6      |
| 11  | 52 | Sylvain Barrier      | BMW          | 20     | +36.839        | 12   | 5      |
| 12  | 32 | Sheridan Morais      | Kawasaki     | 20     | +55.531        | 16   | 4      |
| 13  | 21 | Jérémy Guarnoni      | Kawasaki     | 20     | +55.980        | 17   | 3      |
| 14  | 16 | Gábor Rizmayer       | BMW          | 20     | +1:18.354      | 21   | 2      |
| 15  | 59 | Niccolò Canepa       | Ducati       | 20     | +1:26.338      | 14   | 1      |
| 16  | 20 | Aaron Yates          | EBR          | 20     | +1:31.468      | 23   |        |
| DNF | 21 | Alessandro Andreozzi | Kawasaki     | 12     | Ongeluk        | 15   |        |
| DNF | 10 | Imre Tóth            | BMW          | 11     | Uitgevallen    | 20   |        |
| DNF | 99 | Geoff May            | EBR          | 10     | Uitgevallen    | 22   |        |
| DNF | 71 | Claudio Corti        | MV Agusta    | 6      | Uitgevallen    | 19   |        |
| DNF | 34 | Davide Giugliano     | Ducati       | 2      | Uitgevallen    | 2    |        |
| DNF | 44 | David Salom          | Kawasaki     | 1      | Schade ongeluk | 13   |        |
| DNS | 67 | Bryan Staring        | Kawasaki     | 0      | Niet gestart   | 18   |        |
| DNS | 23 | Luca Scassa          | Kawasaki     | 0      | Niet gestart   |      |        |

## Supersport
| Pos | Nr  | Rijder               | Constructeur | Rondes | Tijd           | Grid | Punten |
| --- | --- | -------------------- | ------------ | ------ | -------------- | ---- | ------ |
| 1   | 60  | Michael van der Mark | Honda        | 19     | 33:34.503      | 1    | 25     |
| 2   | 99  | P.J. Jacobsen        | Kawasaki     | 19     | +0.363         | 4    | 20     |
| 3   | 21  | Florian Marino       | Kawasaki     | 19     | +0.508         | 3    | 16     |
| 4   | 4   | Jack Kennedy         | Honda        | 19     | +0.960         | 6    | 13     |
| 5   | 88  | Kev Coghlan          | Yamaha       | 19     | +2.951         | 10   | 11     |
| 6   | 26  | Lorenzo Zanetti      | Honda        | 19     | +4.639         | 2    | 10     |
| 7   | 44  | Roberto Rolfo        | Kawasaki     | 19     | +5.860         | 8    | 9      |
| 8   | 14  | Ratthapark Wilairot  | Honda        | 19     | +6.460         | 5    | 8      |
| 9   | 10  | Alessandro Nocco     | Kawasaki     | 19     | +10.477        | 12   | 7      |
| 10  | 5   | Roberto Tamburini    | Kawasaki     | 19     | +10.875        | 13   | 6      |
| 11  | 6   | Dominic Schmitter    | Yamaha       | 19     | +16.916        | 11   | 5      |
| 12  | 65  | Vladimir Leonov      | Honda        | 19     | +18.066        | 16   | 4      |
| 13  | 54  | Kenan Sofuoğlu       | Kawasaki     | 19     | +19.253        | 26   | 3      |
| 14  | 53  | Valentin Debise      | Honda        | 19     | +20.916        | 17   | 2      |
| 15  | 11  | Christian Gamarino   | Kawasaki     | 19     | +23.624        | 15   | 1      |
| 16  | 57  | Ferrán Casas         | Yamaha       | 19     | +28.001        | 20   |        |
| 17  | 61  | Fabio Menghi         | Yamaha       | 19     | +28.392        | 19   |        |
| 18  | 9   | Tony Coveña          | Kawasaki     | 19     | +44.443        | 22   |        |
| 19  | 24  | Marco Bussolotti     | Honda        | 19     | +47.116        | 21   |        |
| 20  | 64  | Matt Davies          | Honda        | 19     | +1:05.177      | 25   |        |
| 21  | 161 | Alexey Ivanov        | Yamaha       | 19     | +1:05.265      | 24   |        |
| 22  | 7   | Nacho Calero         | Honda        | 19     | +1:05.737      | 23   |        |
| DNF | 87  | Luca Marconi         | Honda        | 18     | Ongeluk        | 18   |        |
| DNF | 16  | Jules Cluzel         | MV Agusta    | 17     | Ongeluk        | 9    |        |
| DNF | 155 | Massimo Roccoli      | MV Agusta    | 15     | Ongeluk        | 14   |        |
| DNF | 35  | Raffaele De Rosa     | Honda        | 10     | Schade ongeluk | 7    |        |

## Tussenstanden na wedstrijd

### Superbike
| Pos | Nr | Rijder           | Team     | Punten |
| --- | -- | ---------------- | -------- | ------ |
| 1   | 1  | Tom Sykes        | Kawasaki | 352    |
| 2   | 50 | Sylvain Guintoli | Aprilia  | 321    |
| 3   | 65 | Jonathan Rea     | Honda    | 285    |
| 4   | 33 | Marco Melandri   | Aprilia  | 267    |
| 5   | 76 | Loris Baz        | Kawasaki | 262    |

### Supersport
| Pos | Nr | Rijder               | Team      | Punten |
| --- | -- | -------------------- | --------- | ------ |
| 1   | 60 | Michael van der Mark | Honda     | 185    |
| 2   | 21 | Florian Marino       | Kawasaki  | 109    |
| 3   | 16 | Jules Cluzel         | MV Agusta | 107    |
| 4   | 26 | Lorenzo Zanetti      | Honda     | 90     |
| 5   | 88 | Kev Coghlan          | Yamaha    | 88     |

1990 · 2013 · 2014 · 2015 · 2016 · 2017 · 2019 · 2020 · 2021 · 2023 · 2024 · 2025